# Wollenhof (Winterthur)

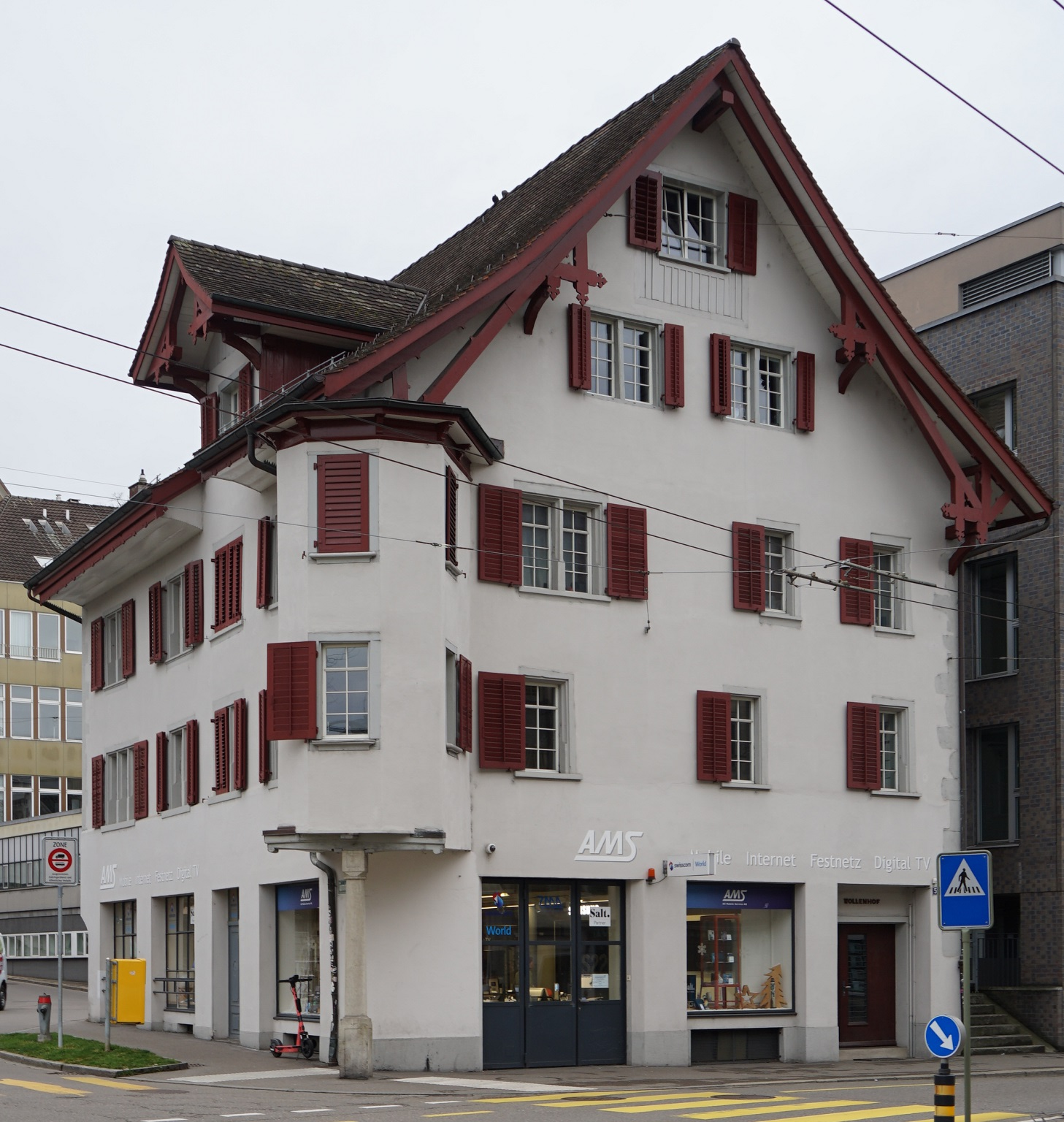
Wollenhof, 2023

Der Wollenhof in Winterthur im Schweizer Kanton Zürich wurde 1718 als erstes Wohnhaus ausserhalb der Stadttore errichtet. Das dreigeschossige Wohn- und Geschäftshaus steht unter Denkmalschutz und ist Teil des «Ortsbilds von nationaler Bedeutung» im Inventar der schützenswerten Ortsbilder der Schweiz (ISOS).

## Lage
Das Gebäude ist ein ortsbildprägendes Eckhaus an der Technikumstrasse «59» und kennzeichnet die Achse Steiggasse/Turmhaldenstrasse, die die Strasse quert. Es stand ursprünglich frei an der Eulach, östlich gegenüber lagen die «Steigmühle» und der «Gerwehof».

## Geschichte
Die Entstehung der Vorstadt an der Eulach geht auf das Mittelalter zurück. Die Stadtvedute von 1648 zeigt an der Stelle des Wollenhofs einen Gewerbebau. Der Rat der Stadt Winterthur erteilte 1718 dem Obmann der Weber- und Schneiderzunft, Abraham Brunner (1665–1729), seine «Gerbe» in ein Wohnhaus und eine «Farb» umzuwandeln. Vermutlich sind Teile der Gerberei im Kern des heutigen Hauses erhalten. Der «Lieutenant» Joh. Heinrich Sulzer von derselben Zunft erwarb 1792 das Anwesen. Neun Jahre später verkauften seine Erben Wohn- und «Farbhaus» an Joh. Heinrich Ernst zum Pfauen.
Ferdinand Gottlieb Ernst (1822–1901) erhielt eine Ausbildung im «Wollenhof», der väterlichen Färberei. Er übernahm 1846, nach mehrjähriger Wanderschaft, den Betrieb und gliederte ihm eine Wolltuchweberei an. Fünf Jahre später wurde der «Hölken» angebaut. Ernst verlegte 1854 die Tuchfabrikation und 1864 die Färberei nach Pfungen. Dort entstand an der Töss eine «Industrielandschaft». Der «Wollenhof» wurde 1877 verkauft, und die weiteren Besitzer wechselten häufig. Ernsts Sohn Conrad (1847–1910) übernahm 1887 die Direktion der Wollfabrik Ernst, die 1900 mit der Deckenfabrik Wagner in Turbenthal zur Schweizerischen Decken- und Tuchfabriken Pfungen-Turbenthal fusionierte.
Die Generalversammlung der Winterthurer Hülfsgesellschaft hatte im Februar 1864 die Einsetzung einer Kommission beschlossen, um eine «Hypothekarbank in Winterthur» zu gründen. Die Hypothekar- und Ersparniskassa in Winterthur wurde am 1. Februar 1865 eröffnet. Geschäftslokal waren zwei gemietete Räume des «Wollenhofs». Dem seinerzeitigen Verwaltungsrat gehörten an: die Regierungsräte Heinrich Fenner, Franz Hagenbuch und Johann Jakob Spiller, Conrad Keller, Direktor der Bank in Winterthur, Stadtpräsident Johann Jakob Sulzer, Friedrich von Sulzer-Wart, der Zürcher Bankier C. W. Schläpfer, Konsul Salomon Volkart sowie der Pfarrer Gottlieb Ziegler.
Der nahezu 300 Jahre alte «Wollenhof» wurde Ende 2014 umfassend renoviert und saniert.

## Denkmalschutz und Bedeutung

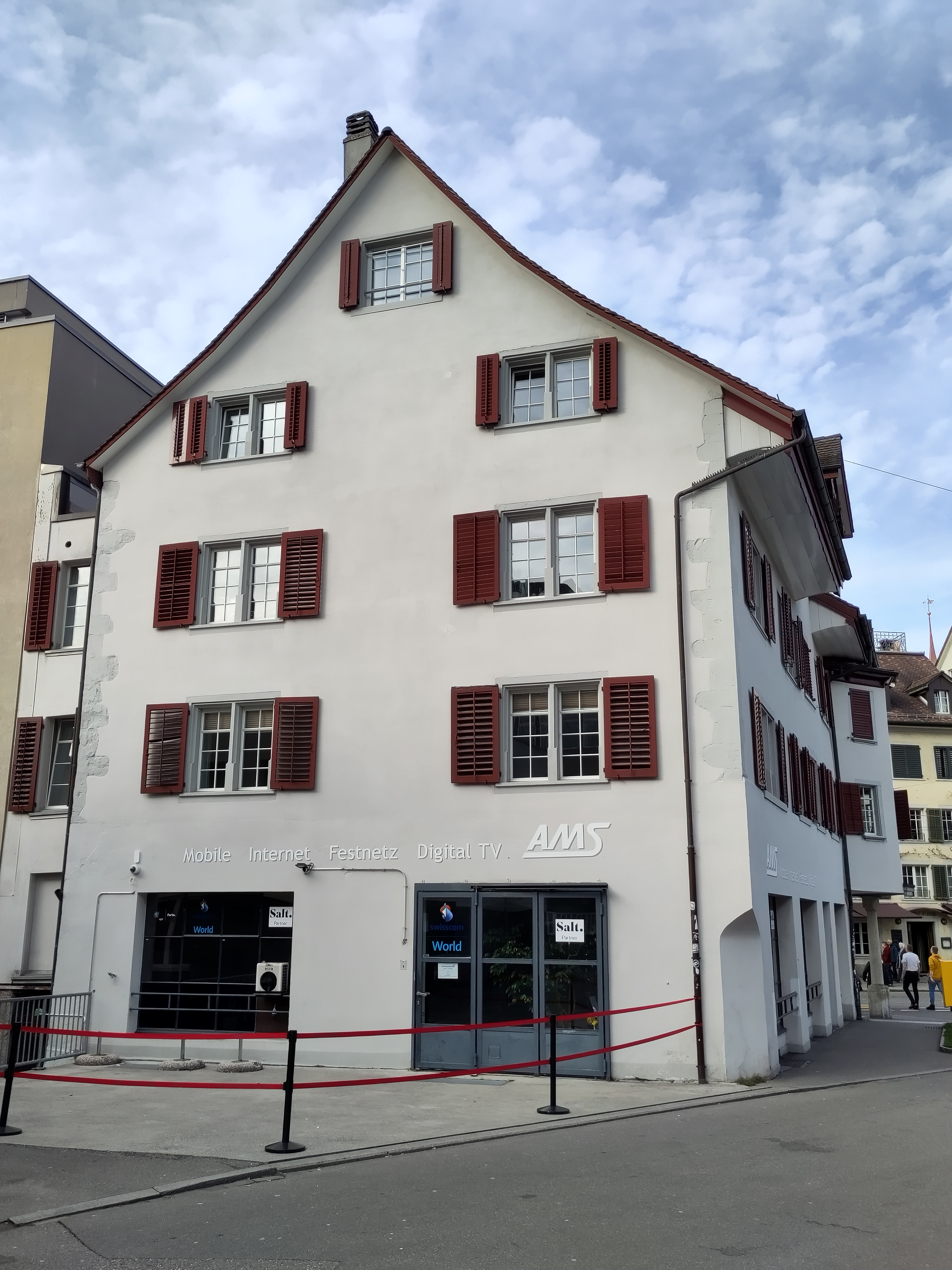
Südseite, 2023

Das «Inventar schutzwürdiger Bauten» verzeichnet den «Wollenhof» in der Technikumstrasse 59 als «Schutzobjekt kommunal» mit dem Baujahr «1628». Dem Schutzobjekt «kommt eine eminente ortsbauliche Bedeutung zu». Es bildet heute «das einzige bestehende und erkennbare Bindeglied» zwischen der historischen Kernstadt und ihrer südlichen Vorstadt an der Eulach.

## Beschreibung
Das Bauwerk ist ein dreigeschossiger Putzbau mit zwei ausgebauten Dachgeschossen im ehemaligen Speicher. Das an drei Seiten freistehende Giebelhaus steht rückwärtig direkt an der Eulach, die seinerzeit das Wasser zum Gerben oder Färben der Wollwaren lieferte. Ein «stark ausgeprägter Quergiebel mit reichem Balkenwerk» kennzeichnet die östliche Traufseite. Geprägt werden Ost- und Nordfassade durch einen zweigeschossigen, polygonalen Erker mit flachem Dach. Die «schmalen» Ecklisenen sind in Zahnschnittfolge angelegt. Getragen wird er von einer toskanischen Säule. Die stützenden Querbalken enden in Voluten. Die grossen Fenster sind auf der Ostseite regelmässig angeordnet. Sie zeigen ihre alte Teilung und haben Läden. Das Erdgeschoss ist für Gewerbezwecke modern umgebaut. Der «ländlich schlichte Typus» entspricht dem der Herrenhäuser «der stadtzürcherischen Vorstädte um 1700».
Eine schmiedeeiserne Ofentüre datiert von 1741. Die weitere erhaltene Ausstattung des Hauses zeigt den Stil des Klassizismus: Die Deckenstukkaturen im Erkerraum des ersten Obergeschosses mit Ovalring und einer Mittelrosette in Form von Äpfeln, die schlichte Stuckrahmendecke im anstossenden Zimmer sowie der Kachelofen mit toskanischen Eckpilastern im südwestlichen Eckzimmer des zweiten Obergeschosses.

## Belege
1. 1 2 3 4 5 6 7 8  Haus Wollenhof im Winterthur Glossar. (abgerufen am 3. November 2023)
2. ↑  stadtplan.winterthur.ch: Inventar schutzwürdiger Bauten. (abgerufen am 3. November 2023)

Koordinaten: 47° 29′ 51,1″ N, 8° 43′ 39,2″ O; CH1903: 697118 / 261551